# Habenaria tianae
Habenaria tianae är en orkidéart som beskrevs av Phillip James Cribb och D.L.Roberts. Habenaria tianae ingår i släktet Habenaria och familjen orkidéer. Inga underarter finns listade i Catalogue of Life.